# انژرویل-بایول
انژرویل-بایول (به فرانسوی: Angerville-Bailleul) یک کمون در فرانسه است که در canton of Goderville واقع شده‌است. انژرویل-بایول ۴٫۵۹ کیلومتر مربع مساحت دارد ۱۲۲ متر بالاتر از سطح دریا واقع شده‌است.